# Fango
Le Fango (en corse : Fangu) est un petit fleuve côtier français de l'île de Corse. Il coule dans le département de la Haute-Corse.
L'ensemble de la vallée constitue la réserve de biosphère de la vallée du Fango désignée par l'UNESCO le 1er mars 1977. Sa structure de coordination est le Parc Naturel Régional de Corse (PNRC). Le cœur en est la forêt de Piriu, peuplée d'eucalyptus, de pins maritimes et larici ainsi que de remarquables chênes verts multiséculaires qui, dit-on, seraient les plus vieux du monde. La yeuseraie de Piriu (77,9 ha) n'est pas exploitée depuis 1850.

## Étymologie
Le Fango en italien signifie la vase, la bourbe ou la boue, équivalent du français « Fange ».

## Géographie

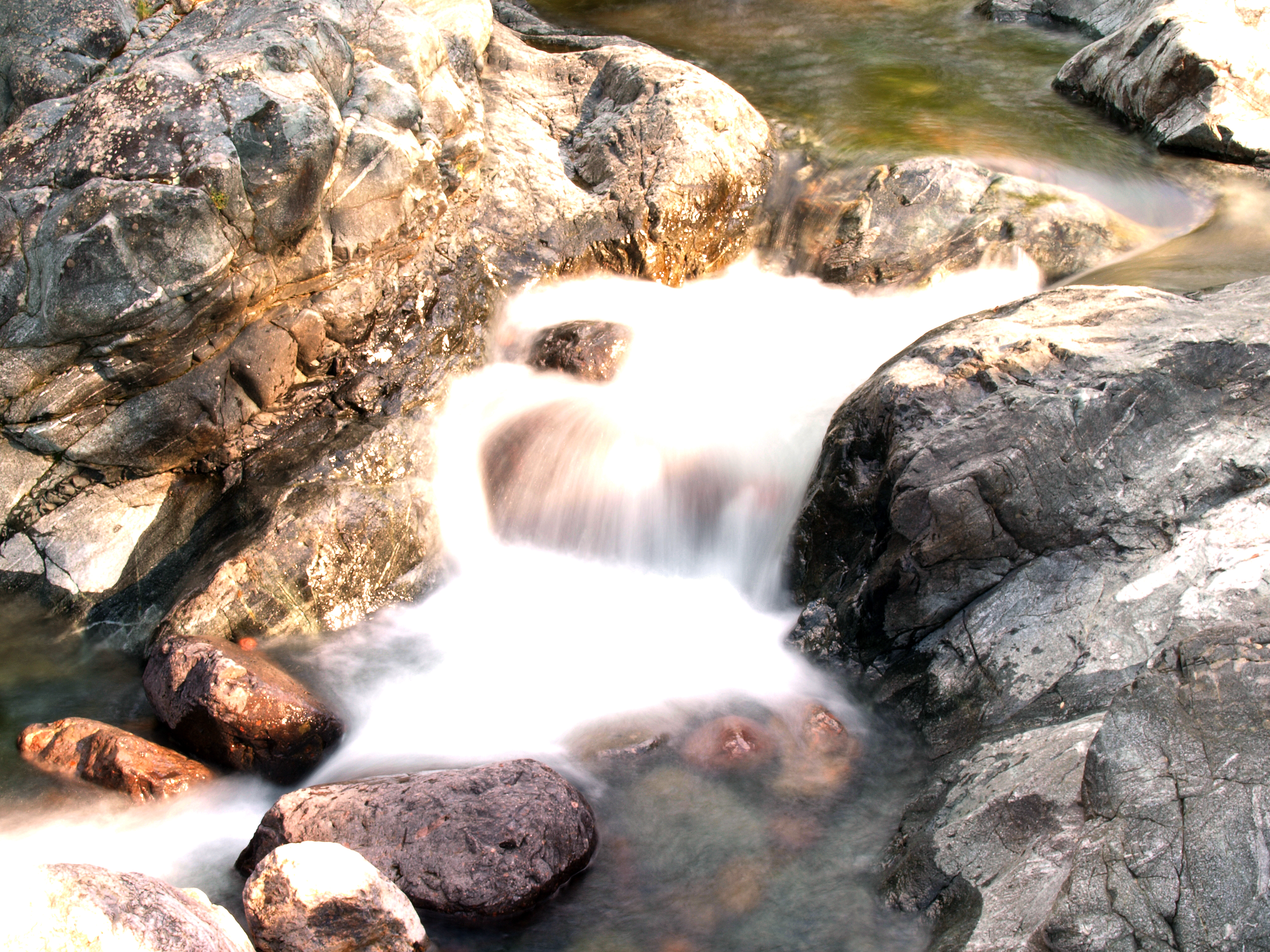
Sous le pont de Manso.

La longueur de son cours d'eau est de 22,6 km.
Ce fleuve côtier prend naissance sur le versant occidental du Capu Tafunatu, à environ 2 000 mètres d'altitude, sur la commune d'Albertacce, pratiquement à la limite de la commune de Manso. Il s'appelle aussi, pour Géoportail dans sa partie haute, le ruisseau de Capu di Vetta.
Il prend rapidement la direction nord-ouest qu'il maintiendra tout au long de son parcours pour finir sa course dans le golfe de Galéria, au nord de la petite ville du même nom, dans la mer Méditerranée.
Le Fango traverse la commune de Manso dont les quatre hameaux Montestremu, Barghiana, Manso et Chiorna sont implantés le long de son cours.
Son embouchure est partie intégrante du site naturel protégé de la Vallée du Fango Riciniccia sur la commune de Galéria.
Les fleuves côtiers voisins sont au nord la Figarella, au sud  le Porto.

### Communes et cantons traversés
Dans le seul département de la Haute-Corse, le Fango traverse les trois communessuivantes, dans deux cantons, dans le sens amont vers aval, de Albertacce (source), Manso, Galéria.
Soit en termes de cantons, le Fango prend source dans l'ancien canton de Niolu-Omessa, aujourd'hui dans le canton de Golo-Morosaglia et traverse et conflue dans l'ancien canton de Calenzana, aujourd'hui dans le canton de Calvi, dans les arrondissement de Corte et arrondissement de Calvi dans les intercommunalités Communauté de communes Pasquale Paoli et Communauté de communes de Calvi Balagne.

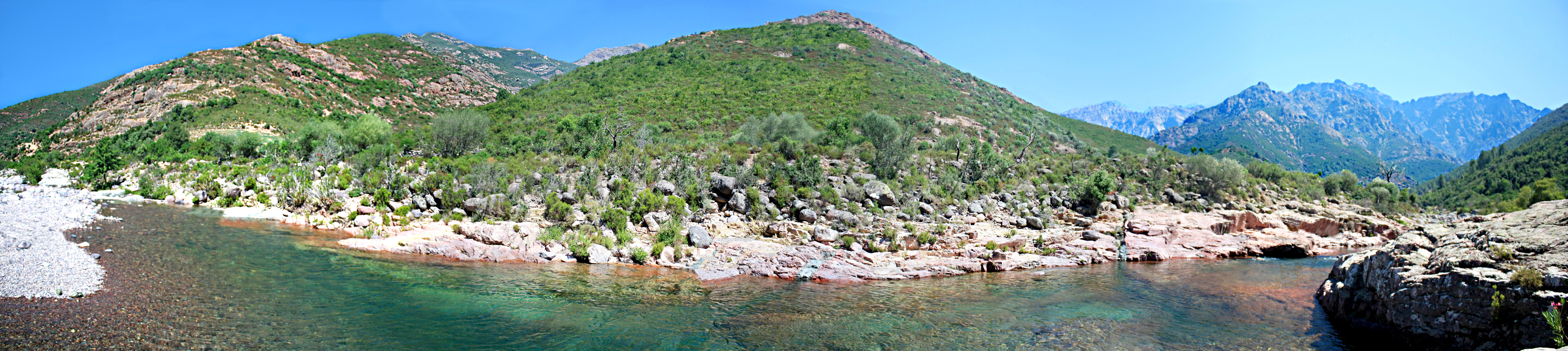
Panoramique du Fango en été.

### Bassin versant
Le Fango traverse les deux zones hydrographiques « Côtiers du ruisseau de Cardiccia inclus à la Punta Muchilla (zone Y780 exclue) » (Y781) et « Le Fango de sa source au ruisseau de Perticatu inclus » (Y7801) pour 279 km2 de superficie totale. Ce bassin versant est constitué à 97,81 % de « forêts et milieux semi-naturels », à 1,93 % de « territoires agricoles », à 97,81 % de « territoires artificialisés »,.

### Organisme gestionnaire
L'organisme gestionnaire est le Comité de bassin de Corse, depuis la loi corse du 22 janvier 2002.

## Affluents

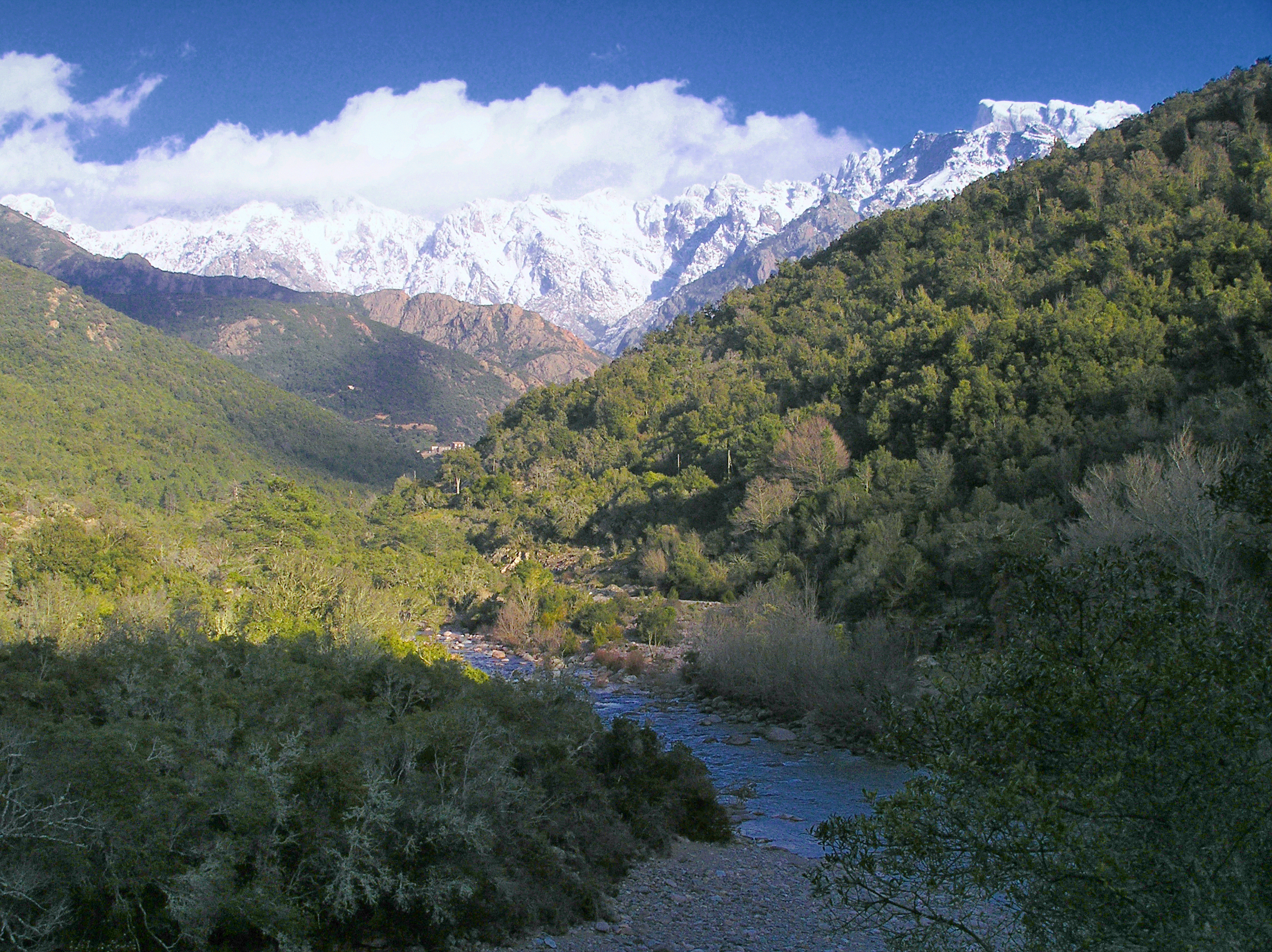
La vallée du Fango avec au fond la Paglia Orba.

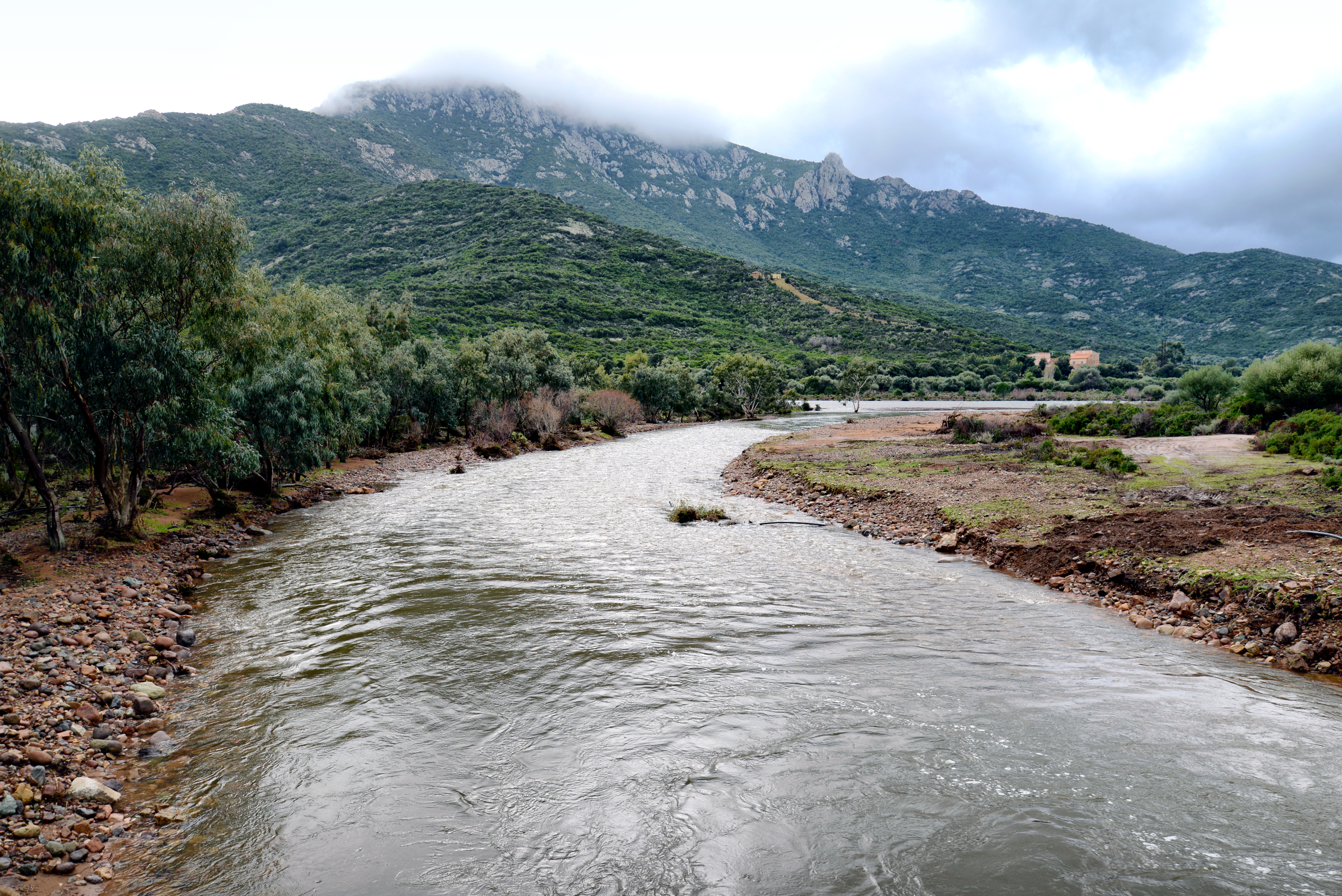
Le Marsolinu au lendemain d'une forte crue, proche de sa confluence avec le Fango.

Le Fango a quinze affluents référencés :
- le ruisseau de Capronale (rg[note 2]) sur la seule commune de Manso.
- le ruisseau des Rocce (rg) sur la seule commune de Manso.
- le ruisseau d'Acqua Salsa (rg) sur la seule commune de Manso.
- ----- le ruisseau de Candela (rd), 11 km sur la seule commune de Manso.
- le ruisseau de Forchettaghiu (rg) sur la seule commune de Manso.
- ----- le ruisseau de Cutalellu (rd) sur la seule commune de Manso.
- ----- le ruisseau de Capu Rossu (rd) sur la seule commune de Manso.
- le ruisseau de Bussiccia (rg) sur la seule commune de Manso.
- le ruisseau de Valle Sarratra (rg) sur la seule commune de Manso.
- le ruisseau de Perticatu (rg) à la limite des deux communes de Galéria et Manso.
- ----- le ruisseau de Buliga (rd) sur la seule commune de Manso.
- ----- le ruisseau de Margine (rd) sur la seule commune de Manso.
- le ruisseau de Canne (rg) sur la seule commune de Galéria.
- ----- le ruisseau de Marsolinu (rd) 12 km sur les deux communes de Calenzana et Galéria avec trois affluents et de rang de Strahler quatre.
- le ruisseau de Carbunaghia (rg) sur la seule commune de Galéria.

### Rang de Strahler
Le nombre de Strahler du Fango est donc de cinq par le ruisseau de Marsolinu et le ruisseau de Prezzuna.

## Hydrologie
Le Fango a été observé à la station de Galéria depuis le 1er septembre 1976 à 42 m d'altitude, pour un bassin versant de 129 km2. il est caractérisé par un module de 2,17 m3/s et un étiage cent fois faible que le module et des crues cent fois plus forte que le module soit des variations totales de l'ordre de 10.000.

### Étiage ou basses eaux
À l'étiage, c'est-à-dire aux basses eaux, le VCN3, ou débit minimal du cours d'eau enregistré pendant trois jours consécutifs sur un mois, en cas de quinquennale sèche s'établit à 0,021 m3/s ou 21 l/s, ce qui est très faible,.

### Crues
Sur cette période d'observation, le débit journalier maximal a été observé le 21 octobre 1992 pour 250,0 m3/s. Le débit instantané maximal a été observé le même 21 octobre 1992 avec 620,0 m3/s.
La hauteur maximale instantanée, observée et notée, était de 1 000 cm soit 10 mle même 21 octobre 1992, l'équivalent de quatre étages, c'est-à-dire impressionnant et dangereux.
Le QIX 2 est de 100 m3/s, le QIX 5 est 160 m3/s, le QIX 10 est de 190 m3/s, le QIX 20 est de 220 m3/s et le QIX 50 est de 270 m3/s.

### Lame d'eau et débit spécifique
La lame d'eau écoulée dans cette partie du bassin versant de la rivière est de 533 millimètres annuellement, ce qui est presque le double de la moyenne en France, à 300 mm/an. Le débit spécifique (Qsp) atteint 16,8 litres par seconde et par kilomètre carré de bassin.

## Aménagements et écologie

### Réserve de biosphère

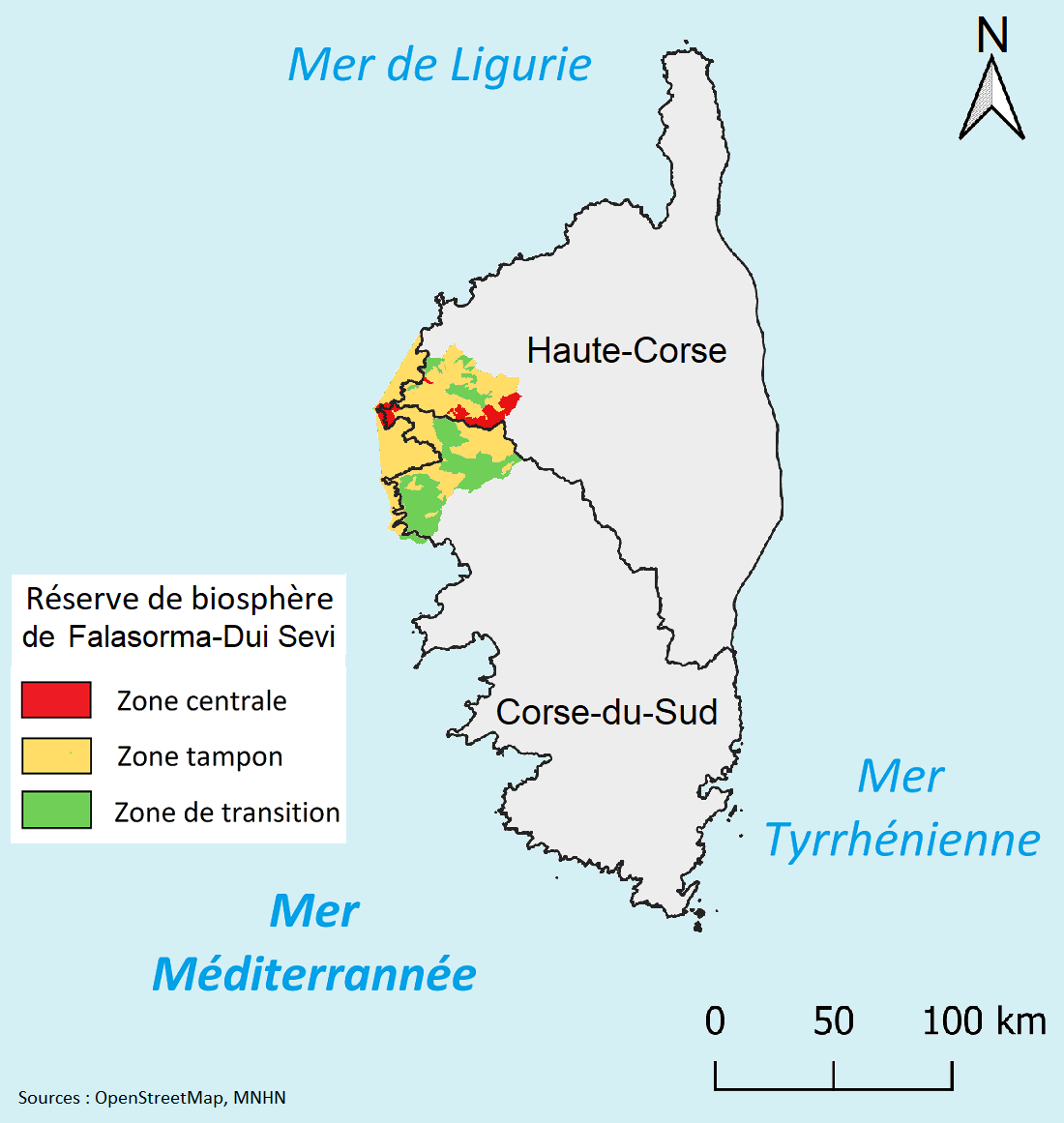
Périmètre de la réserve de biosphère de la vallée du Fango

L'ensemble de la vallée constitue la réserve de biosphère de la vallée du Fango désignée par l'UNESCO le 1er mars 1977. Sa structure de coordination est le Parc Naturel Régional de Corse (PNRC). Le cœur en est la forêt de Piriu, peuplée d'eucalyptus, de pins maritimes et larici ainsi que de remarquables chênes verts multiséculaires qui, dit-on, seraient les plus vieux du monde. La yeuseraie de Piriu (77,9 ha) n'est pas exploitée depuis 1850.
Le fleuve est peu touché par les activités humaines qui résident en l'élevage et le tourisme. Toutefois, la fréquentation touristique s'est fortement développée ces dernières années le long du fleuve, en raison des baignades, créant de nombreuses nuisances au cours d'eau et à ses rives.
Le périmètre du bassin versant du Fango est aussi désigné site Natura 2000.
Le Fango a des eaux très claires s'expliquant par leur très faible minéralisation. Les trois quarts des éléments dissous contenus dans les eaux du Fango sont issus de l'atmosphère, ce qui le rend sensible à la qualité de l'air et des pluies, à la pollution atmosphérique et à celle engendrée par les activités humaines proches.

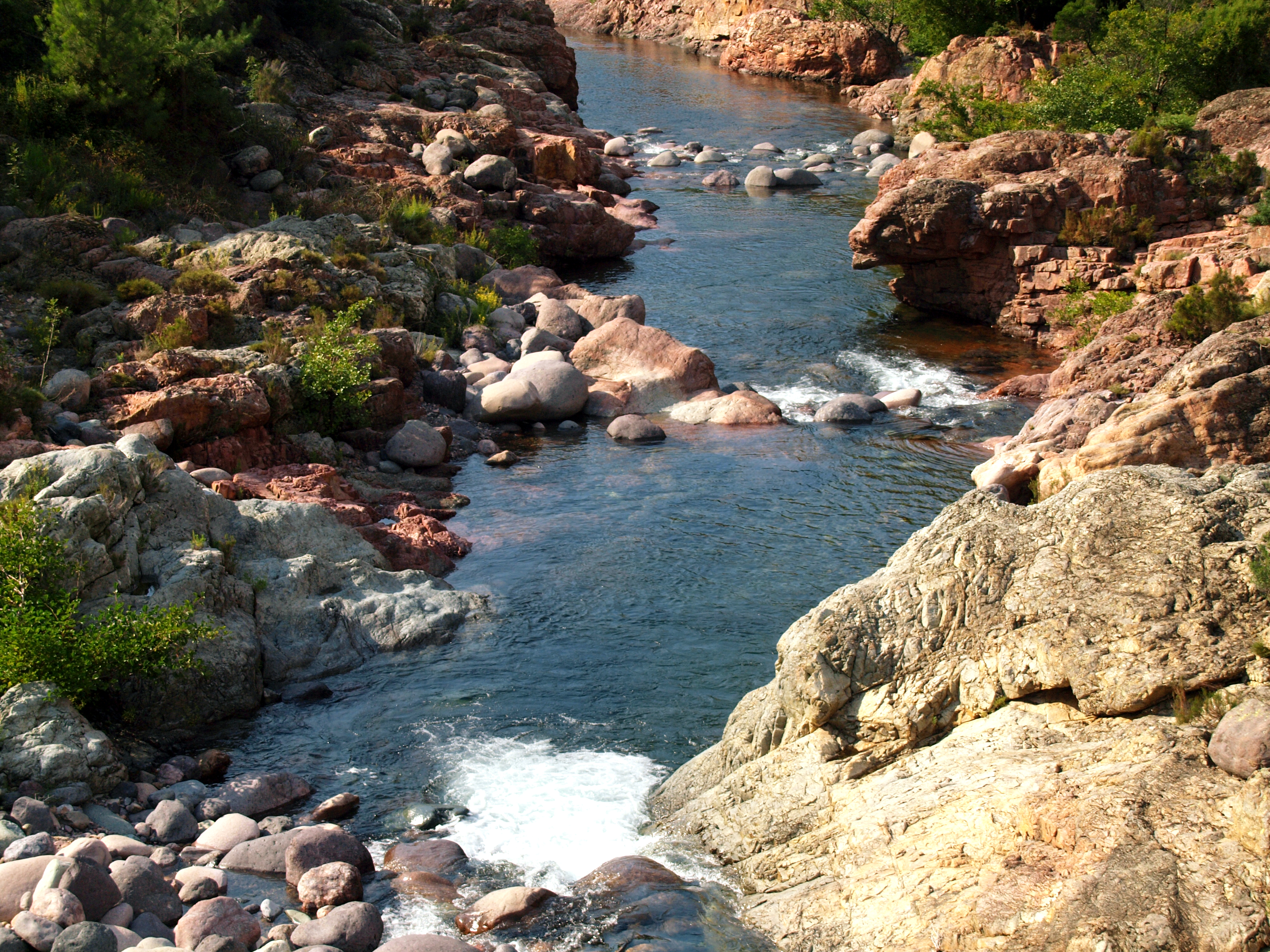
Le Fango.
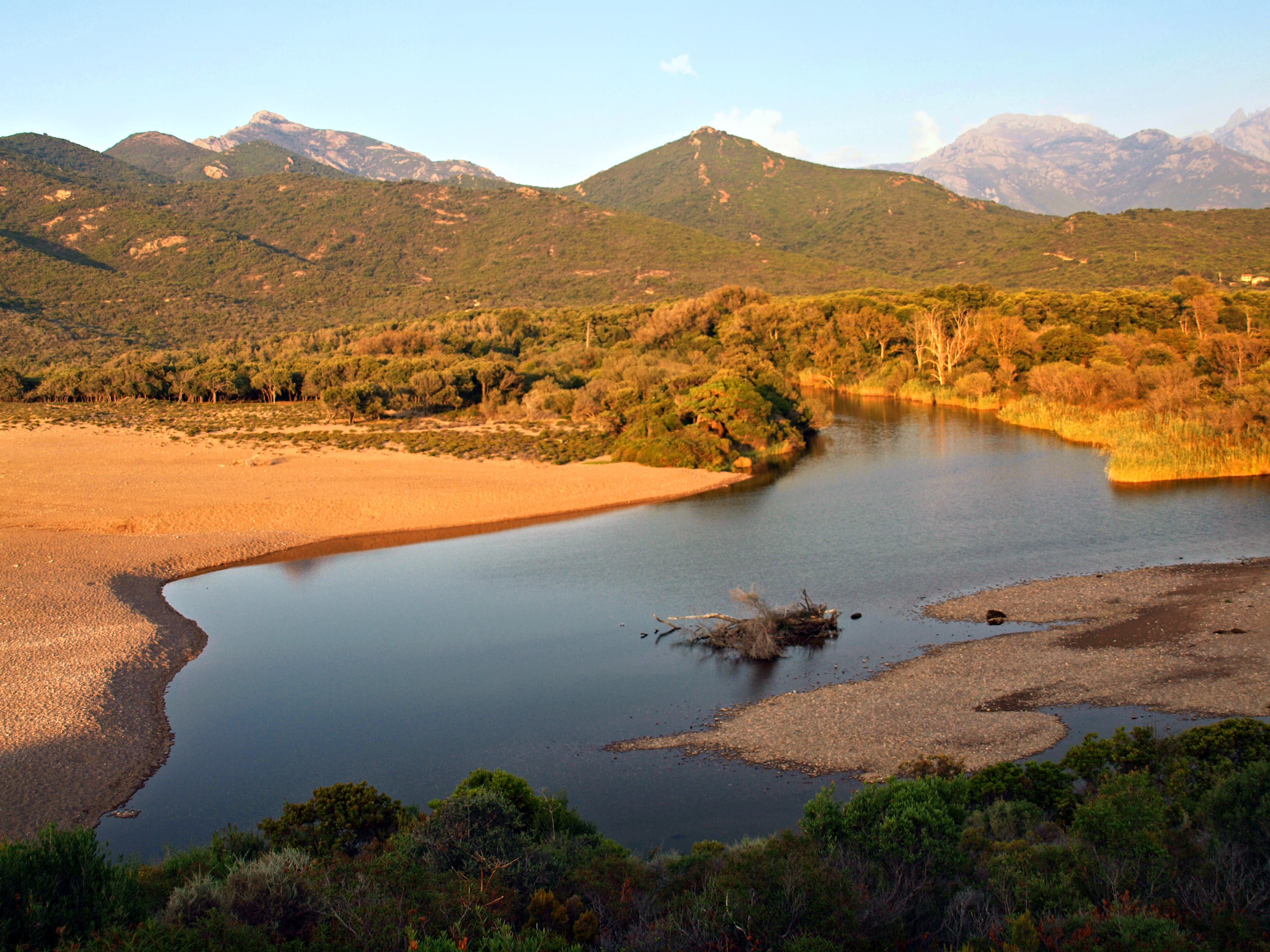
Le delta du Fango.
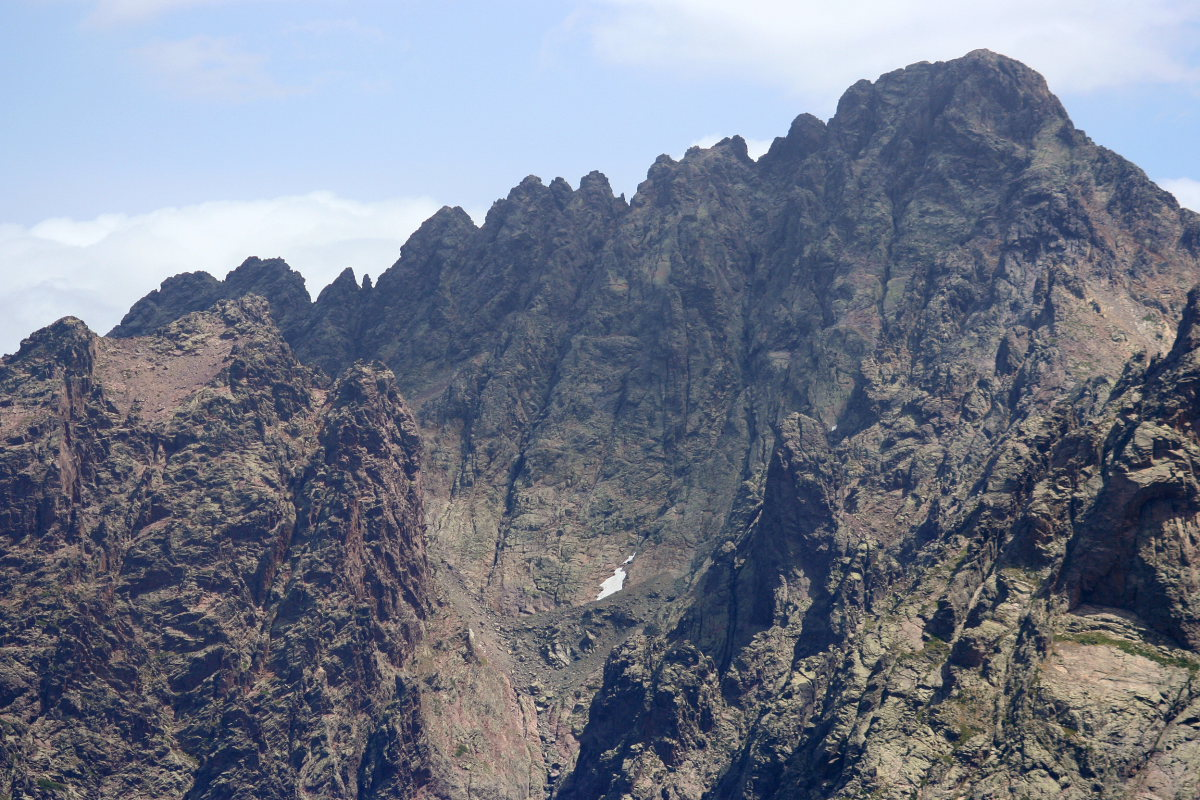
Vue des Cascettoni et de la Punta Minuta.

### Faune
Le delta du Fango abrite de nombreuses espèces animales dont des tortues cistudes ce qui a justifié son acquisition par le conservatoire du littoral et des rivages lacustres. La Truite macrostigma est présente dans tout l'amont du bassin-versant. Tandis que l'Anguille d'Europe et la Blennie fluviatile occupe son cours moyen.

## Le Fango dans la culture
- Au long de rivière Fango, un film de Sotha sorti en 1975.